# Ulrich Kattmann
Ulrich Kattmann (* 9. April 1941 in Braunschweig) ist ein deutscher Biologe, der unter anderem auch auf den Gebieten der Anthropologie und der fachdidaktischen Lehr-Lern-Forschung tätig ist. Er gilt als Schöpfer des Begriffes „Didaktische Rekonstruktion“.

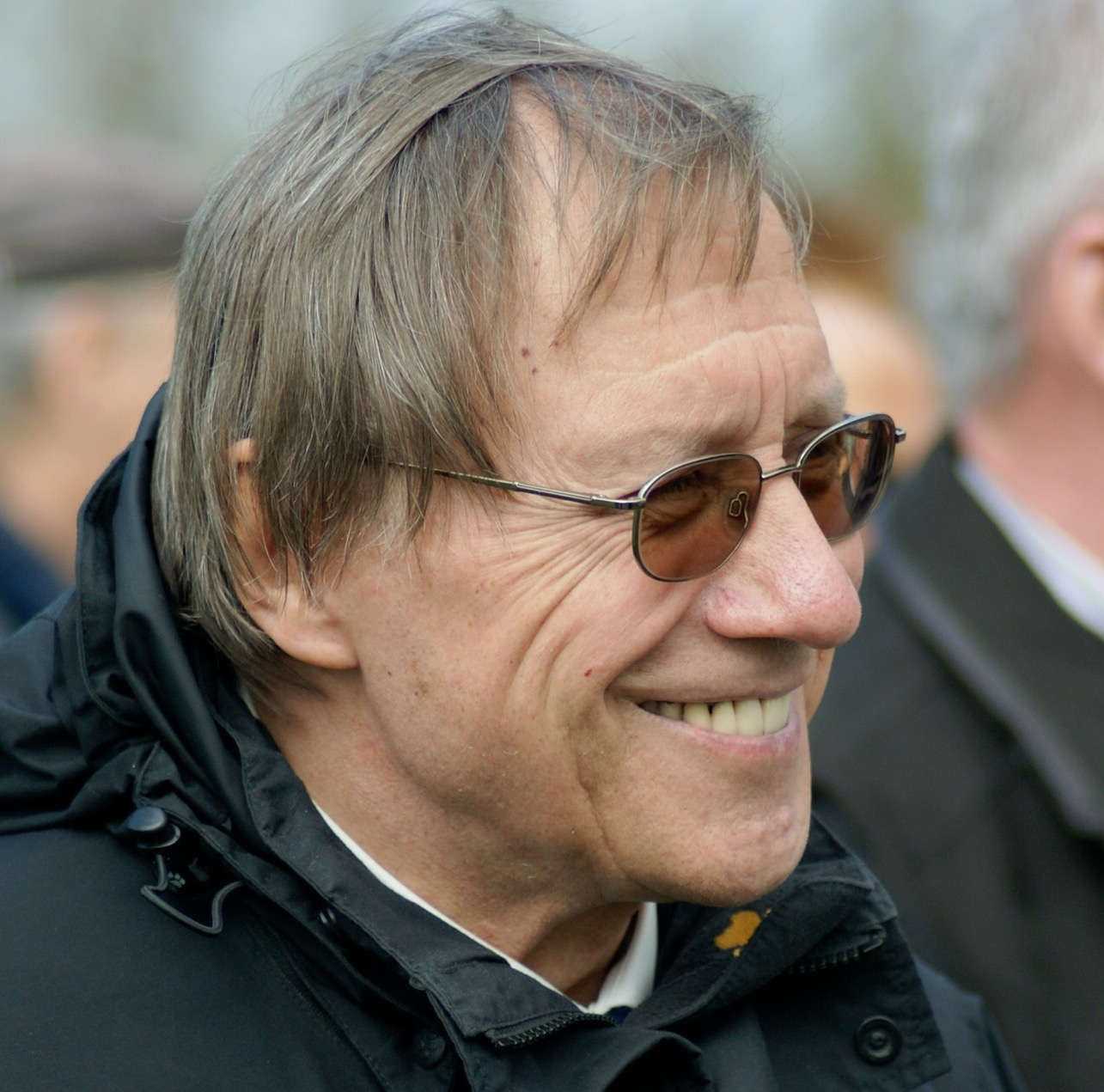
Ulrich Kattmann

## Biographie
Kindheit, Ausbildung und Beruf
Kattmann wurde als Sohn eines Bauingenieurs geboren. Bis 1951 besuchte er die Volksschule und anschließend bis 1960 das Gymnasium, zuerst in Braunschweig und danach in Hannover. In Göttingen und Tübingen studierte er bis 1967 Biologie, Chemie und Evangelische Theologie.
1968 wurde er Lehrer an einem Gymnasium in Hannover und von 1970 bis 1982 war er Wissenschaftlicher Mitarbeiter am Institut für die Pädagogik der Naturwissenschaften (heute Leibniz-Institut für die Pädagogik der Naturwissenschaften und Mathematik). An der Christian-Albrechts-Universität zu Kiel wurde er 1977 promoviert; seine Dissertation schrieb er zu dem Thema „Bezugspunkt Mensch: Grundlegung einer humanzentrierten Strukturierung des Biologieunterrichts“. 1982 folgte der Ruf an die Carl von Ossietzky Universität Oldenburg als Professor der Biologiedidaktik mit dem Schwerpunkt Humanbiologie, wo er seitdem zahlreiche Ämter bekleidete. Er war von 1988 bis 1990 Vizepräsident, zweimal Dekan des damaligen Fachbereichs Biologie, 1990 bis 1992 Direktor des Instituts für Chemie und Biologie des Meeres (ICBM), lange Zeit Vorsitzender der Gemeinsamen Kommission für Lehrerbildung (GKL) und von 2000 bis 2004 Direktor des Didaktischen Zentrums. Außerdem war er Mitglied des Akademischen Senats der Universität Oldenburg. Seit 2001 ist er Gastprofessor der Universität Wien. 2004 wurde Ulrich Kattmann emeritiert.
Kattmann ist seit 1967 verheiratet. Er ist Vater zweier Söhne.

## Funktionen und Hauptarbeitsgebiete
Ulrich Kattmann hatte bisher folgende Funktionen inne:
- Dekan des Fachbereiches Biologie an der Carl von Ossietzky Universität Oldenburg
- Vizepräsident der Universität Oldenburg
- Direktor des Instituts für Chemie und Biologie des Meeres
- Direktor des Didaktischen Zentrums
- Programmverantwortlicher für das Graduierten-Kolleg „Fachdidaktische Lehr-Lernforschung – Didaktische Rekonstruktion“

Kattmanns Hauptarbeitsgebiete:
- Fachdidaktische Lehr-Lernforschung, speziell Didaktische Rekonstruktion zu Evolution und Genetik[1]
- Unterrichten mit Alltagsvorstellungen[2][3]
- Anthropologie: Menschenrassen und Rassismus

## Ehrungen
1. Festschrift: Didaktische Rekonstruktion in der Biologie (Aulis Verlag Köln, 2004)
2. Eduard-Strasburger-Preis 2007: Für die Verdienste um den Biologieunterricht

## Werke
Sein Literaturverzeichnis umfasst mehr als 400 Veröffentlichungen:
- Publikationsverzeichnis